# Halowe Mistrzostwa Europy w Lekkoatletyce 2011 – skok w dal mężczyzn
Skok w dal mężczyzn – jedna z konkurencji rozegranych podczas halowych lekkoatletycznych mistrzostw Europy w hali Palais Omnisports de Paris-Bercy w Paryżu.

## Terminarz
| Data    | Godzina                       |            |
| ------- | ----------------------------- | ---------- |
| 4 marca | Grupa A: 10:50 Grupa B: 12:20 | Eliminacje |
| 5 marca | 16:25                         | Finał      |

## Rezultaty

### Eliminacje
Do eliminacji zgłoszono 30 zawodników, których podzielono na dwie równe grupy A i B. Aby awansować do finału – w którym startuje ósemka zawodników – należało uzyskać wynik 8,05. W przypadku gdyby rezultat ten osiągnęła mniejsza liczba skoczków – lub żaden ze startujących – kryterium awansu były najlepsze wyniki uzyskane przez startujących (q).

#### Grupa A
| Poz. | Zawodnik           | Reprezentacja | #1   | #2   | #3   | Wynik | Uwagi  |
| ---- | ------------------ | ------------- | ---- | ---- | ---- | ----- | ------ |
| 1    | Morten Jensen      | Dania         | 7.96 | X    | X    | 7.96  | q, =SB |
| 2    | Kafétien Gomis     | Francja       | 7.88 | 7.85 | 7.91 | 7.91  | q      |
| 3    | Sebastian Bayer    | Niemcy        | 7.91 | 7.73 | 7.84 | 7.91  | q      |
| 4    | Roman Novotný      | Czechy        | 7.90 | 7.72 | X    | 7.90  | q      |
| 5    | Michel Tornéus     | Chorwacja     | 7.84 | 7.73 | 7.88 | 7.88  | q      |
| 6    | Eusebio Cáceres    | Hiszpania     | X    | 7.81 | 7.83 | 7.83  |        |
| 7    | Andrij Makarczew   | Ukraina       | 7.82 | X    | X    | 7.82  |        |
| 8    | Marcos Chuva       | Portugalia    | 7.65 | 7.35 | 7.62 | 7.65  |        |
| 9    | Nikołaj Atanasow   | Bułgaria      | 7.57 | 7.51 | X    | 7.57  |        |
| 10   | Petteri Lax        | Finlandia     | 7.20 | 7.43 | 7.19 | 7.43  |        |
| 11   | Jeorjos Tsakonas   | Grecja        | X    | X    | 7.35 | 7.35  |        |
| 12   | Zacharias Arnos    | Cypr          | 7.02 | 7.16 | 7.20 | 7.20  |        |
| 13   | Adrian Vasile      | Rumunia       | 7.19 | –    | –    | 7.19  |        |
| 14   | Alexandr Cuharenco | Mołdawia      | 7.06 | 7.13 | 7.04 | 7.13  |        |
| 15   | Admir Bregu        | Albania       | 7.06 | X    | 6.97 | 7.06  |        |

#### Grupa B
| Poz. | Zawodnik             | Reprezentacja | #1   | #2   | #3   | Wynik | Uwagi |
| ---- | -------------------- | ------------- | ---- | ---- | ---- | ----- | ----- |
| 1    | Teddy Tamgho         | Francja       | 7.82 | X    | 7.97 | 7.97  | q     |
| 2    | Luis Felipe Méliz    | Hiszpania     | 7.94 | 7.85 | 7.91 | 7.94  | q     |
| 3    | Povilas Mykolaitis   | Litwa         | 7.90 | X    | 7.82 | 7.90  | q     |
| 4    | Salim Sdiri          | Francja       | 7.62 | 7.88 | X    | 7.88  |       |
| 5    | Elvijs Misans        | Łotwa         | 7.86 | X    | 7.75 | 7.86  |       |
| 6    | Luis Tsatumas        | Grecja        | 7.66 | 7.81 | −    | 7.81  |       |
| 7    | Siergiej Polanski    | Rosja         | X    | 7.81 | X    | 7.81  |       |
| 8    | Kristinn Torfason    | Islandia      | 7.72 | 7.73 | 7.73 | 7.73  |       |
| 9    | Štepán Wagner        | Czechy        | X    | 7.63 | 7.67 | 7.67  |       |
| 10   | Andreas Otterling    | Szwecja       | 7.17 | 7.63 | 7.48 | 7.63  |       |
| 11   | Nils Winter          | Niemcy        | 7.51 | 7.61 | X    | 7.61  |       |
| 12   | Wardan Pahlewanian   | Armenia       | 7.25 | 7.43 | X    | 7.43  |       |
| 13   | Jaroslav Dobrovodský | Słowacja      | 7.40 | 7.22 | 7.33 | 7.40  |       |
| 14   | Otto Kilpi           | Finlandia     | 5.05 | 7.27 | X    | 7.27  |       |
| 15   | Darius Aučyna        | Litwa         | 6.89 | 7.02 | X    | 7.02  |       |

### Finał
| Poz. | Zawodnik           | Reprezentacja | #1   | #2   | #3   | #4   | #5   | #6   | Wynik | Uwagi |
| ---- | ------------------ | ------------- | ---- | ---- | ---- | ---- | ---- | ---- | ----- | ----- |
|      | Sebastian Bayer    | Niemcy        | X    | 8.10 | –    | 8.16 | X    | X    | 8.16  | SB    |
|      | Kafétien Gomis     | Francja       | 8.02 | X    | 7.93 | X    | 8.03 | 8.00 | 8.03  | SB    |
|      | Morten Jensen      | Dania         | X    | X    | 8.00 | X    | X    | 7.88 | 8.00  | SB    |
| 4    | Teddy Tamgho       | Francja       | X    | 7.78 | X    | 7.83 | 7.94 | 7.98 | 7.98  |       |
| 5    | Povilas Mykolaitis | Litwa         | X    | 7.85 | 7.87 | X    | 7.77 | 7.97 | 7.97  |       |
| 6    | Luis Felipe Méliz  | Hiszpania     | X    | 7.78 | 7.66 | 7.90 | 7.85 | 7.64 | 7.90  |       |
| 7    | Michel Tornéus     | Szwecja       | 7.53 | 7.84 | 7.78 | 7.68 | X    | X    | 7.84  |       |
| 8    | Roman Novotný      | Czechy        | 7.66 | X    | X    | X    | X    | X    | 7.66  |       |